# Raka'ah

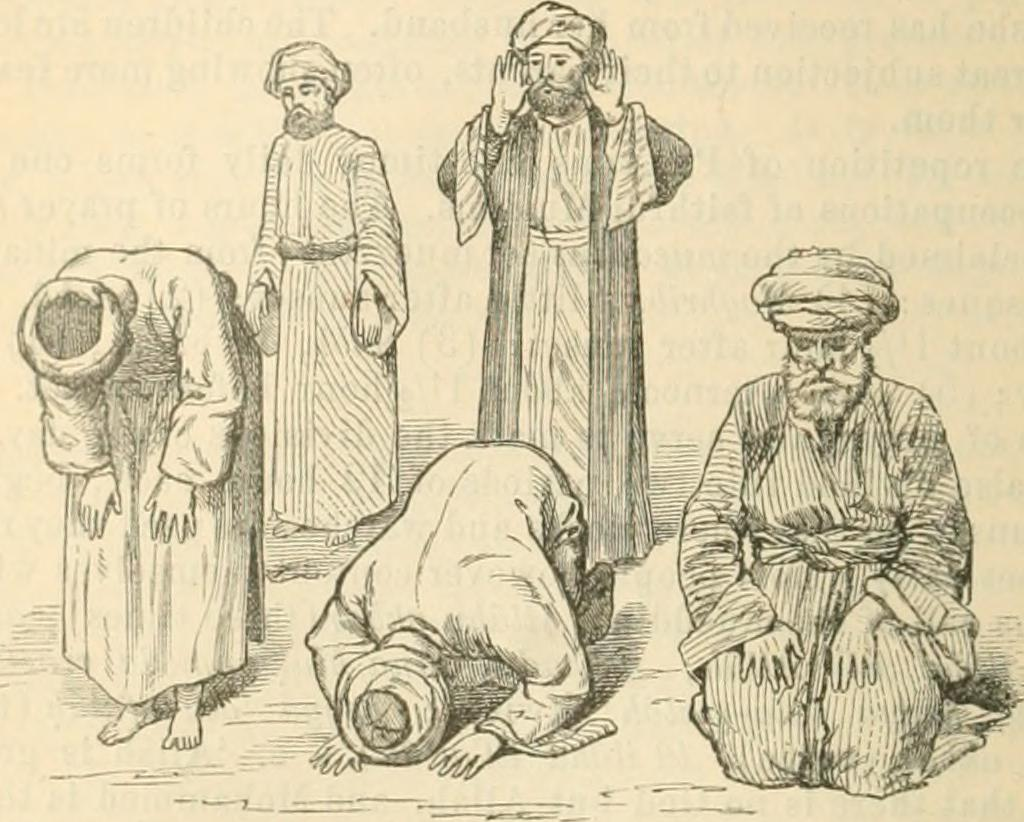
Los movimientos de la azalá que consituyen una rak'ah. De izquierda a derecha: rukū', qiyām/i'tidal, sujūd, takbīr y qu'ūd/julūs.

Una rakaʿah (en árabe: ركعة‎ rakʿah, pronunciado [ˈrakʕah]; plural: ركعات rakaʿāt), es una única iteración de movimientos y súplicas prescritas que realizan los musulmanes como parte de la oración obligatoria prescrita conocida como azalá. Cada una de las cinco oraciones diarias observadas por los musulmanes consta de un número de raka'at.

## Procedimiento
Después de lavarse para la oración realizando la ablución ritual, el creyente debe renovar su intención más íntima, purificando así su oración por la causa de Alá. Una intención Niyyah no debe ser dicha verbalmente sino que se hace en el corazón. Ejemplo: tienes la intención en tu corazón de rezar 4 Unidades (Rakahs) para comenzar tu oración.
La raka'ah comienza cuando el devoto inicia la salah con las palabras "Allah es el más grande", Allāhu ʾakbar, esto se conoce en árabe como el Takbir (lit. 'la glorificación de Dios'). Este Takbir debe decirse al comienzo de la Salah o la oración queda invalidada. El individuo observará la posición de pie mientras recita el capítulo inicial del Corán (Al-Faatiha) (Nota: recitar la fatiah es un pilar de la oración. Si uno se olvida de decir la fatiah o comete un error importante en su Tajweed, entonces debe rehacer la oración desde el principio) seguido de una selección personal de versos o capítulos elegidos que el adorador es libre de elegir para recitar por sí mismo.
La segunda parte de la raka'ah consiste en que el devoto haga otro Takbir y luego se incline en un ángulo de 90 grados, colocando las manos sobre las rodillas con los pies separados a la altura de los hombros, los ojos deben estar enfocados entre los pies o alrededor de la zona y se inclina en humilde sumisión como si esperara la orden de Dios. Durante esta posición se pronuncian en silencio las palabras "Gloria a Alá, el más magnífico" como forma de alabanza ritual.
El tercer movimiento de la raka'ah consiste en volver de la inclinación a la posición de pie antes de, con las alabanzas a Alá en la lengua, descender a la postración completa en el suelo.
En la postración, la frente y la nariz del adorador se colocan de forma plana en el suelo con la palma de las manos colocadas a la altura de los hombros a la derecha y a la izquierda de las orejas. Los codos, los antebrazos y el pecho del devoto se levantan del suelo.
Durante esta posición se repiten con contemplación las palabras "Gloria a Alá el Todopoderoso" como forma de alabanza ritual. El profeta islámico Mahoma enseñó a sus discípulos que "lo más cerca que un sujeto está de su Dios es cuando se postra".
El cuarto movimiento consiste en que el adorador vuelva de la postración a una posición sentada con las piernas dobladas bajo su cuerpo. En esta posición invocarán a Alá para que perdone sus pecados y los de sus padres y los de los creyentes en general antes de descender a una segunda postración.
Con esto se concluye una unidad de oración conocida en árabe como raka'ah y a continuación se pondría en pie para realizar una segunda raka'ah si la oración lo requiere o se procedería a finalizar la salah con el taslim.
Aunque no forma parte de una sola raka'ah, la conclusión de la salah tiene lugar en posición sentada, el fiel gira la cabeza hacia la derecha diciendo: "La paz sea con vosotros, y la misericordia y la bendición de Alá" antes de girar posteriormente la cabeza hacia la izquierda y repetir el saludo. Esta acción ayuda a recordar a los musulmanes la presencia de los ángeles registradores a su derecha e izquierda que registran sus actos.